# 王昊 (弘治進士)
王昊（1456年—？），字汝欽，湖廣衡州府衡陽縣人，馬船夫籍，明朝政治人物。

## 生平
湖廣鄉試第六十三名舉人。弘治六年（1493年）中式癸丑科會試第二百八名，三甲第九十四名進士。

## 家族
曾祖王思誠；祖父王添勝；父王貴，母李氏。慈侍下。